# Combat de Soumouni
Guerre du Mali
Batailles
Le combat de Soumouni a lieu le 22 juillet 2018, lors de la guerre du Mali.

## Déroulement
Le 22 juillet 2018, vers 8 heures, une patrouille de l'armée malienne tombe dans une embuscade tendue par les djihadistes dans la forêt de Soumouni, près de la localité de Séné Bamanan, située dans le Cercle de Macina, entre la ville de Ténenkou et celle de Macina,,. Cependant les forces maliennes parviennent à repousser les assaillants,.

## Pertes
Le lendemain, le ministère malien de la Défense annonce qu'un militaire a été tué, ainsi que onze djihadistes,. Quatre soldats sont également blessés. Certains médias maliens précisent que l'unique mort du côté de l'armée est le lieutenant Issa Pangassi Sangaré, qui commandait la patrouille.